# Paranomus tomentosus
Paranomus tomentosus är en tvåhjärtbladig växtart som först beskrevs av Phill. & Hutch., och fick sitt nu gällande namn av Nicholas Edward Brown. Paranomus tomentosus ingår i släktet Paranomus och familjen Proteaceae. Inga underarter finns listade i Catalogue of Life.